# Joseph Dries
Joseph Dries (* 2. August 1942 in Lille (Belgien)) ist ein ehemaliger belgischer Radrennfahrer.

## Sportliche Laufbahn
Dries war im Straßenradsport aktiv. Von 1963 bis 1964 war er Unabhängiger. 1962 bestritt er mit der Nationalmannschaft die Polen-Rundfahrt und gewann dort eine Etappe. Im Gesamtklassement kam er auf den 5. Platz.
1963 wurde er Gesamtsieger der Olympia’s Tour vor Julien Stevens. Er holte einen Etappensieg in der Rundfahrt. In der Österreich-Rundfahrt 1963 wurde er Fünfter.